# Live at Folsom Field, Boulder, Colorado
Live at Folsom Field è il quarto album live della Dave Matthews Band, pubblicato dalla RCA il 5 novembre, 2002, su Compact Disc, VHS e DVD.
È stato registrato a Boulder, precisamente al Folsom Field, lo stadio di football americano dell'Università del Colorado, l'11 luglio 2001.

## Tracce

### Disco 1
1. Don't Drink the Water
2. JTR
  - con The Lovely Ladies
3. When the World Ends
4. So Right
5. Big Eyed Fish
6. Bartender
7. What You Are
8. Crash Into Me
9. Everyday
  - con The Lovely Ladies
10. I Did It
  - con The Lovely Ladies
11. If I Had It All
  - con The Lovely Ladies

### Disco 2
1. Angel
  - con The Lovely Ladies
2. Warehouse
3. Recently
4. Digging a Ditch
5. What Would You Say
6. All Along the Watchtower (Dylan)
7. The Space Between
  - con The Lovely Ladies
8. Stay (Wasting Time)
  - con The Lovely Ladies
Encore:
9. Two Step
10. Ants Marching